# Diopatra malabarensis
Diopatra malabarensis är en ringmaskart som beskrevs av Jean Louis Armand de Quatrefages de Bréau 1866. Diopatra malabarensis ingår i släktet Diopatra och familjen Onuphidae. Inga underarter finns listade i Catalogue of Life.